# Cerapachys dominulus
Cerapachys dominulus är en myrart som beskrevs av Wilson 1959. Cerapachys dominulus ingår i släktet Cerapachys och familjen myror. Inga underarter finns listade.

## Bildgalleri

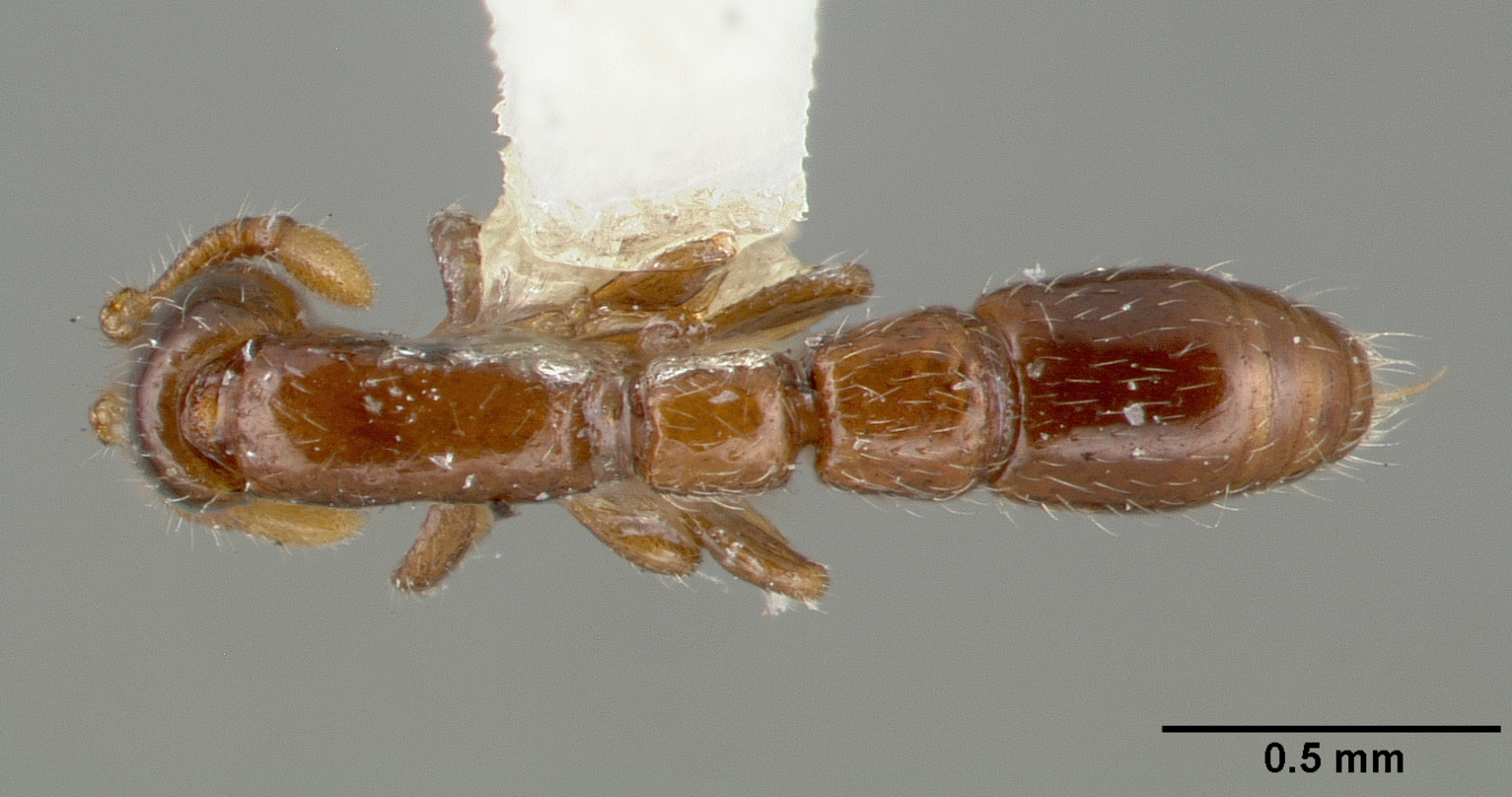
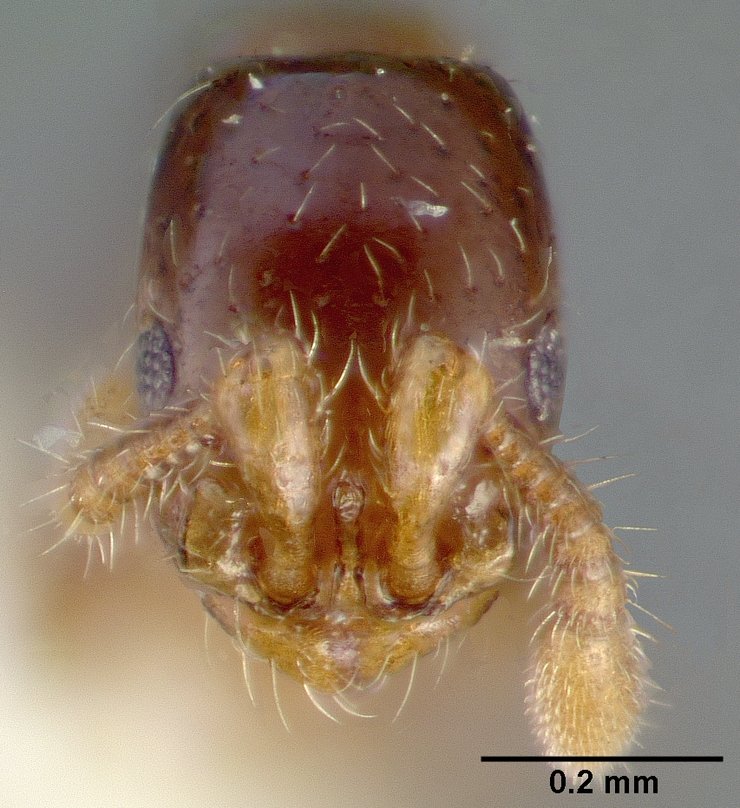
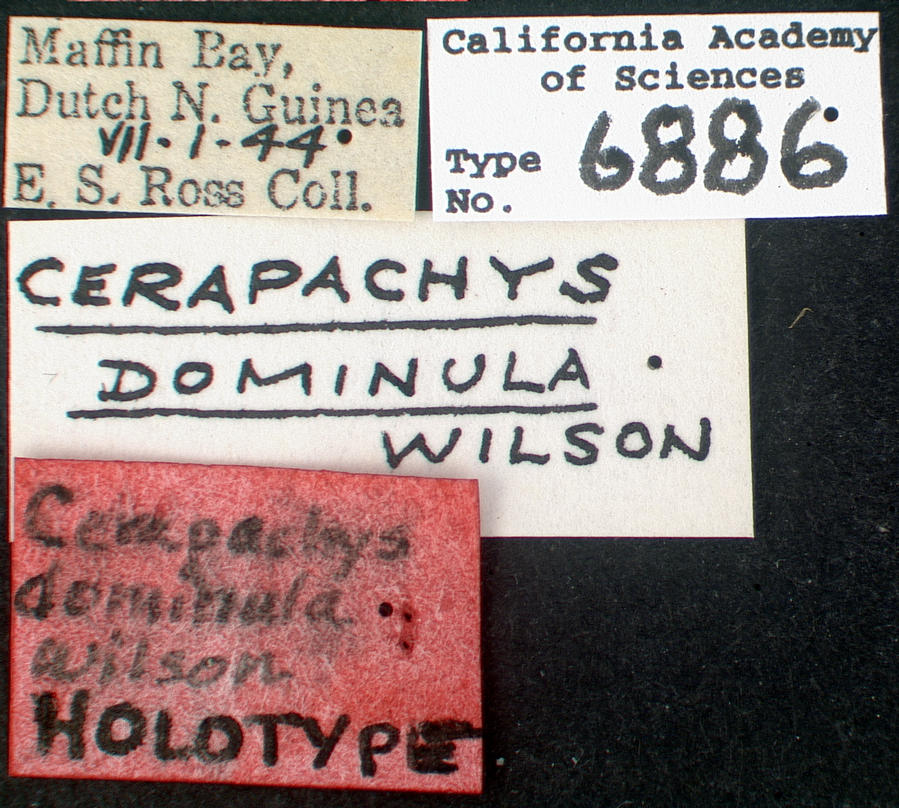
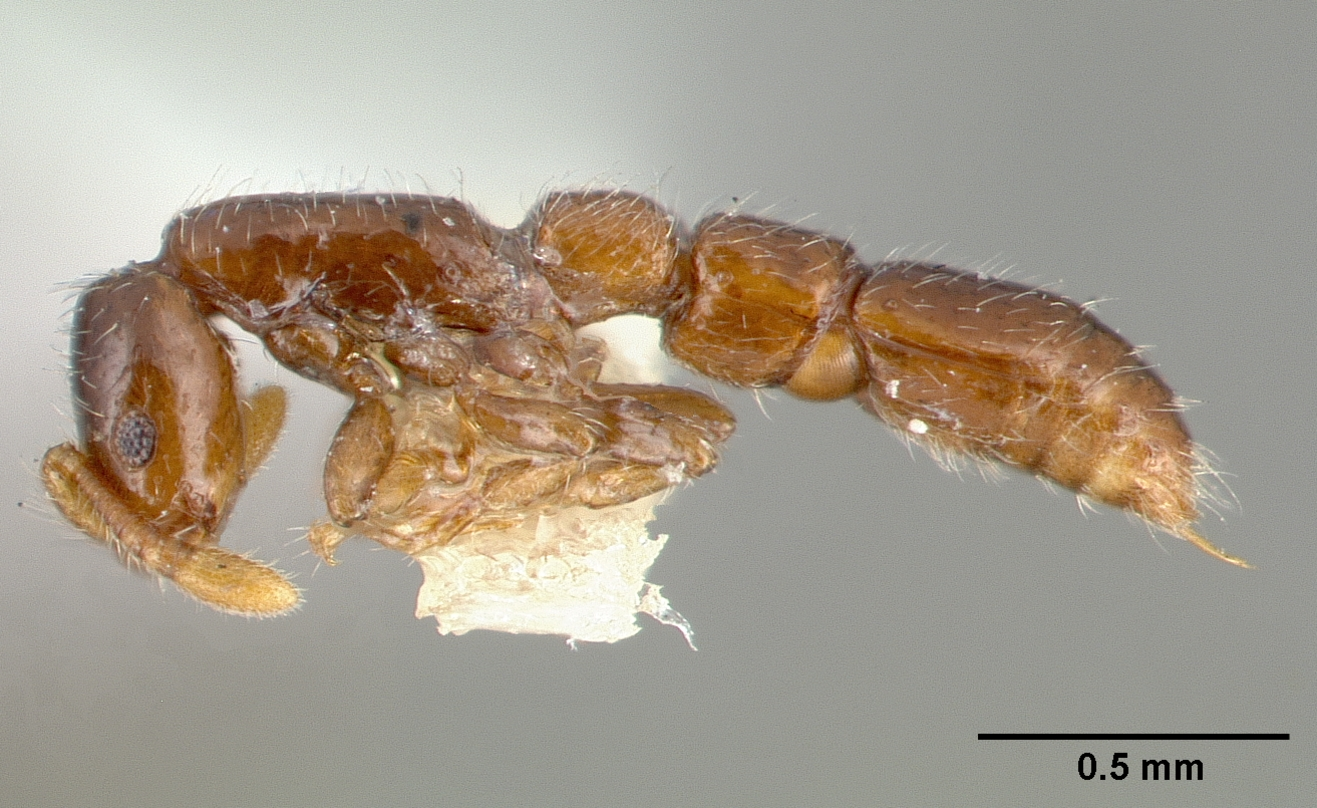